# The Altar
The Altar é o segundo álbum de estúdio da cantora e compositora estadunidense Banks. Seu lançamento ocorreu em 30 de setembro de 2016, através da Harvest Records. Para o álbum, Banks colaborou com diversos produtores como Tim Anderson, Sohn e Al Shux, que também trabalharam em seu álbum de estreia, Goddess (2014). O álbum recebeu aclamação positiva da crítica e alcançou novamente a vigésima posição nas paradas dos Estados Unidos. Para promovê-lo, foram lançadas "Fuck with Myself", "Gemini Feed", "Mind Games" e "To the Hilt" como singles.

## Antecedentes
Em 4 de novembro de 2015, Banks lançou o single "Better" além de um videoclipe para a canção. De novembro a dezembro de 2015, Banks esteve em turnê pela segunda vez com o rapper The Weeknd, sendo o ato de abertura da The Madness Fall Tour na América do Norte. Em 8 de junho de 2016, anunciou que seu segundo álbum de estúdio estava finalizado. Em 29 de julho do mesmo ano, Banks revelou que o álbum seria intitulado como The Altar, divulgando posteriormente a capa e a data de lançamento.
O single principal do álbum, "Fuck with Myself", foi lançado em 12 de julho de 2016. Banks anunciou a canção na rádio Beats 1, afirmando: "Há muitos significados para ela. [...] Pode ser, 'eu me ferro' no sentindo do que eu me machuco mais do que os demais. Como também pode ser 'eu me ferro' como se estivesse sentindo eu mesma. Há diferentes significados para que as pessoas possam se relacionar." Em 2 de agosto de 2016, o segundo single do álbum, "Gemini Feed", foi lançado na BBC Radio 1 e posteriormente em download digital. "Mind Games" foi lançado como terceiro single em 19 de agosto de 2016, seguido de "To the Hilt" em 16 de setembro de 2016. O videoclipe para a canção "Trainwreck" foi lançado em 18 de janeiro de 2017.

## Recepção

### Crítica
| Críticas profissionais | Críticas profissionais |
| Pontuações agregadas   | Pontuações agregadas   |
| Fonte                  | Avaliação              |
| ---------------------- | ---------------------- |
| Metacritic             | 70/100                 |
| Avaliações da crítica  |                        |
| Fonte                  | Avaliação              |
| AllMusic               | [ 2 ]                  |
| Clash                  | 7/10                   |
| DIY                    | [ 4 ]                  |
| Drowned in Sound       | 8/10                   |
| The Guardian           | [ 6 ]                  |
| Pitchfork              | 5.1/10                 |
| PopMatters             | [ 8 ]                  |
| Q                      | [ 9 ]                  |
| Rolling Stone          | [ 10 ]                 |
| Sputnikmusic           | 4.9/5                  |

Após o seu lançamento, The Altar recebeu aclamação generalizada da crítica musical. No Metacritic, contém uma média de 70 de 100 pontos, baseada em 17 avaliações. Jamie Milton, da revista DIY, escreveu: "Ao ir para jugular, Banks combina confiança inflexível, mudanças bruscas e todos os detalhes e refrões gigantescos no mesmo movimento. [...] The Altar é o mais perto de um pop afiado." George Garner, da revista Q, chamo uo álbum de "estonteante", afirmando que "Banks se destacou em transformar cicatrizes românticas em músicas de tom cênico [...] The Altar marca uma intensificação radical de seus talentos." Neil Z. Yeung, do portal AllMusic, opinou: "Banks fortaleceu sua voz de modo resoluto e com mais produção do que o Goddesss." Shahzaib Hussain, da revista Clash, salientou que o álbum é "mais texturizado que o seu álbum de estreia, fazendo com que Banks cresça como compositora e esteja apta para defender sua melancolia sensual do Goddess."
O portal Sputnikmusic comentou: "A confiança do álbum é inspirada, observável e um claro resultado do crescimento de Banks como compositora." Kellan Miller, da publicação Drowned in Sound, osbservou que Banks está "tenaz e cada vez mais sem filtros em The Altar do que no seu álbum de estreia [...] Desse modo, mostra-se completamente confortável em sua própria pele e em suas habilidades artísticas." Maura Johnston, da Rolling Stone, escreveu: "As queixas de Banks podem ficar cansativas, mas o detalhe casmurro de sua obra é fascinante." Kate Hutchinson, do jornal The Guardian, descreveu o álbum como "dificultosamente claustrofóbico" e sentiu que Banks "não soa empoderada, mas sim pressionada." Andrew Paschal, do site PopMatters, expressou sua opinião acerca do álbum: "O auge de The Altar são quase perfeitos, mas tornam-se superados devido às canções que preenchem o álbum." Numa avaliação mediana, Katherine St. Asaph, da Pitchfork, conclui: "The Altar tem muito em comum com Goddess, incluindo sua falha fatal em se posicionar como ousada ou perigosa, apesar de todas as evidências musicais mostrarem o contrário.""

### Comercial
O álbum estreou na 17ª posição da Billboard 200 dos Estados Unidos com um total de 12.220 cópias puras vendidas na primeira semana de lançamento. No Reino Unido, estreou na 24ª posição da parada UK Albums Chart, totalizando 3.229 cópias na primeira semana.

## Lista de faixas
| N.º            | Título                 | Compositor(es)                                                                                | Produtor(es)                               | Duração |  |
| 1.             | "Gemini Feed"          | Jillian Banks, Christopher Taylor                                                             | Sohn, Chris Spilfogel[a]                   | 3:25    |  |
| 2.             | "Fuck with Myself"     | Banks, Alexander Shuckburgh, Tim Anderson                                                     | Al Shux                                    | 2:55    |  |
| 3.             | "Lovesick"             | Banks, Nate Mercereau, Derek Taylor                                                           | Anderson, Sohn[b]                          | 3:20    |  |
| 4.             | "Mind Games"           | Banks, C. Taylor, Anderson, Jenna Andrews                                                     | Sohn, Anderson                             | 4:49    |  |
| 5.             | "Trainwreck"           | Banks, Anderson, Dacoury Natche, Aron Forbes, Jesse Rogg                                      | Anderson, DJ Dahi, Forbes[b]               | 3:24    |  |
| 6.             | "This Is Not About Us" | Banks, Natche, C. Taylor                                                                      | Sohn, DJ Dahi[c]                           | 3:03    |  |
| 7.             | "Weaker Girl"          | Banks, Anderson, Andrews, Trevor Lawrence Jr., Forbes                                         | Anderson, Forbes[c]                        | 4:16    |  |
| 8.             | "Mother Earth"         | Banks, Andrews                                                                                | Anderson, Forbes[c]                        | 3:56    |  |
| 9.             | "Judas"                | Banks, Ahmad Balshe, Danny Schofield, Benjamin Diehl, Richard Munoz, Faris Al-Majed, Anderson | DannyBoyStyles, Ben Billions, The Anmls[c] | 3:56    |  |
| 10.            | "Haunt"                | Banks, Natche, Anderson                                                                       | DJ Dahi                                    | 3:42    |  |
| 11.            | "Poltergeist"          | Banks, John Hill, Anderson                                                                    | Hill                                       | 3:32    |  |
| 12.            | "To the Hilt"          | Banks, C. Taylor                                                                              | Sohn                                       | 4:36    |  |
| Duração total: | Duração total:         | Duração total:                                                                                | Duração total:                             | 44:54   |  |

| Faixas bônus da edição deluxe |                |                                                                       |                                              |         |  |
| N.º                           | Título         | Compositor(es)                                                        | Produtor(es)                                 | Duração |  |
| 13.                           | "27 Hours"     | Banks, C. Taylor, Balshe, Schofield, Diehl, Munoz, Al-Majed, Anderson | Anderson, Sohn, DannyBoyStyles, Ben Billions | 3:10    |  |
| Duração total:                | Duração total: | Duração total:                                                        | Duração total:                               | 47:45   |  |

## Créditos
As informações abaixo foram retiradas dos encartes do álbum The Altar.
- Banks – vocais, produção executiva
- Tim Anderson  – produção (faixas 3–5, 7, 8); A&R, produção executiva
- The Anmls – co-produção (faixa 9)
- Ben Billions – produção (faixa 9)
- Mario Bogatta – assistência de mixagem (faixas 7, 11)
- Daphne Chen – violino (faixa 8)
- Rob Cohen – gravação (faixa 11)
- Martin Cooke – assistência de engenharia de mixagem (faixas 7, 11)
- Rich Costey – mixagem (faixas 7, 11)
- DannyBoyStyles – produção (faixa 9)
- Ryan Del Vecchio – A&R
- DJ Dahi – produção (faixas 5, 10); co-produção (faixa 6)
- Richard Dodd – violoncelo (faixa 8)
- Edmund Finnis – arranjo de acordes (faixa 8)
- Robin Florent – assistência de engenharia de mixagem (faixas 1, 2, 4–6, 9)
- Aron Forbes – gravação de vocais (faixas 2, 10); gravação (faixas 4–9, 11); produção adicional (faixa 5); co-production (faixas 7, 8)
- Nicolas Fourier – assistência de engenharia de mixagem (faixas 7, 11)
- Chris Galland – engenharia de mixagem (faixas 1, 2, 4–6, 9)
- Eric Gorfain – violino (faixa 8)
- David Helfer – apoio empresarial
- John Hill – produção (faixa 11)
- Gary Hines – arranjos (faixa 11)
- Jeff Jackson – assistência de engenharia de mixagem (faixas 1, 2, 4–6, 9)
- Leah Katz – viola (faixa 8)
- Leggy – mixagem (faixas 3, 8)
- Pete Lyman – masterização
- Manny Marroquin – mixagem (faixas 1, 2, 4–6, 9)
- Sydney Nichols – design
- Seth Perez – assistência de gravação (faixas 1, 2, 10); gravação (faixa 3); assistência de gravação (faixas 4–9)
- Danny Schofield – gravação (faixa 9)
- Al Shux – produção, gravação (faixa 2)
- Sohn – gravação (faixa 1); produção (faixas 1, 4, 6, 12); produção adicional (faixa 3); engenharia, mixagem (faixa 12)
- Sounds of Blackness – gravação (faixa 11)
- Chris Spilfogel – produção vocal, gravação (faixa 1); gravação (faixas 5, 6, 10); acordes (faixa 8)
- Sean Tallman – mixagem (faixa 10)
- Thomas Whiteside – fotografia

## Desempenho nas tabelas musicais

### Posições
| Tabela musical (2016)                         | Melhor posição |
| --------------------------------------------- | -------------- |
| Austrália (ARIA)                              | 8              |
| Bélgica (Ultratop Flandres)                   | 44             |
| Bélgica (Ultratop Valônia)                    | 110            |
| Canadá (Billboard)                            | 12             |
| Países Baixos (Dutch Charts)                  | 77             |
| França (SNEP)                                 | 118            |
| Alemanha (Offizielle Deutsche Charts)         | 56             |
| Nova Zelândia (RMNZ)                          | 18             |
| Escócia (Official Scottish Albums)            | 45             |
| Suíça (Schweizer Hitparade)                   | 38             |
| Reino Unido (Official Albums Chart)           | 24             |
| Estados Unidos (Billboard 200)                | 17             |
| Estados Unidos (Billboard Independent Albums) | 9              |
| Estados Unidos (Top Alternative Albums)       | 6              |